# Nephrodesmus albus
Genre
Espèce
Nephrodesmus albus est une espèce de plantes à fleurs dicotylédones de la famille des Fabaceae, sous-famille des Faboideae, endémique de Nouvelle-Calédonie.
C'est l'unique espèce acceptée du genre Nephrodesmus (genre monotypique). Toutefois plusieurs espèces ont été décrites pour ce genre et certaines base de données en retiennent cinq : Nephrodesmus albus Schindl., Nephrodesmus ferrugineus Daniker, Nephrodesmus francii Schindl., Nephrodesmus parvifolius Schindl. et Nephrodesmus sericeus Schindl.